# PGM Précision
PGM Précision est une entreprise française située à Poisy en Haute-Savoie spécialisée dans le développement et la production de fusils de précision pour un usage militaire et policier.
Fondée en 1991, cette TPE est une SARL de moins de 10 personnes. En 2006, l'entreprise a un capital d'actions émis de 33 000 €[réf. nécessaire] et en 2015 un chiffre d'affaires d’environ 1,5 million d'euros. L'ensemble de sa fabrication est sous-traité à sa maison mère, le groupe Teissier, spécialiste  de la mécanique de précision.
Fournisseur officiel de l'armée française et de plusieurs armées et services officiels français, elle fournit également des services étrangers, notamment les armées suisse, saoudienne, slovène et lettone.

## Production
PGM est un concepteur et fabricant français exclusif des fusils de précision suivants :
- Hécate II (12,7 × 99 mm OTAN / .50 BMG)
- PGM .338 (.338 Lapua Magnum / 8,6 x 70 mm)
- Ultima Ratio (7,62 x 51 mm OTAN, multiples calibres)
- Mini-Hécate (7,62 x 51 mm OTAN[4])
- Mini-Hécate 2 (.338 Lapua Magnum, également décliné en .300 Norma Magnum, .338 Norma Magnum[5]et 300 PRC)
- Ludis (multiples calibres[6])

Des fusils de calibres .300 Savage, 7mm-08 Remington, .260 Remington, 6,5 x 47 mm Lapua, 7,5 × 55 mm GP11 et 6 mm Norma BR sont également fabriqués sur demande spéciale.
La société conçoit également des bipieds, lunettes, systèmes silencieux et anti-signatures pour toute sa gamme de fusils.

## Images

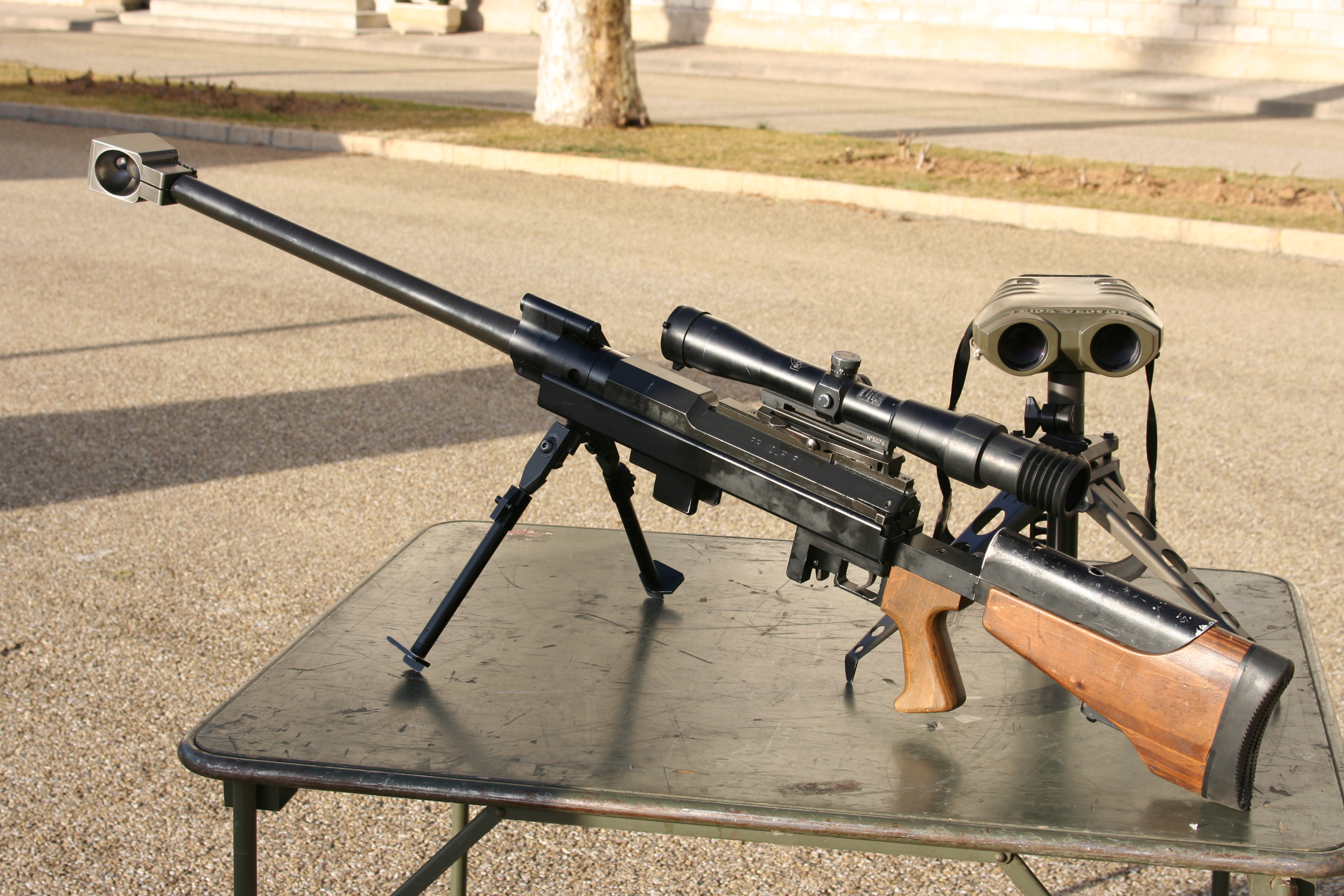
PGM Hécate II.
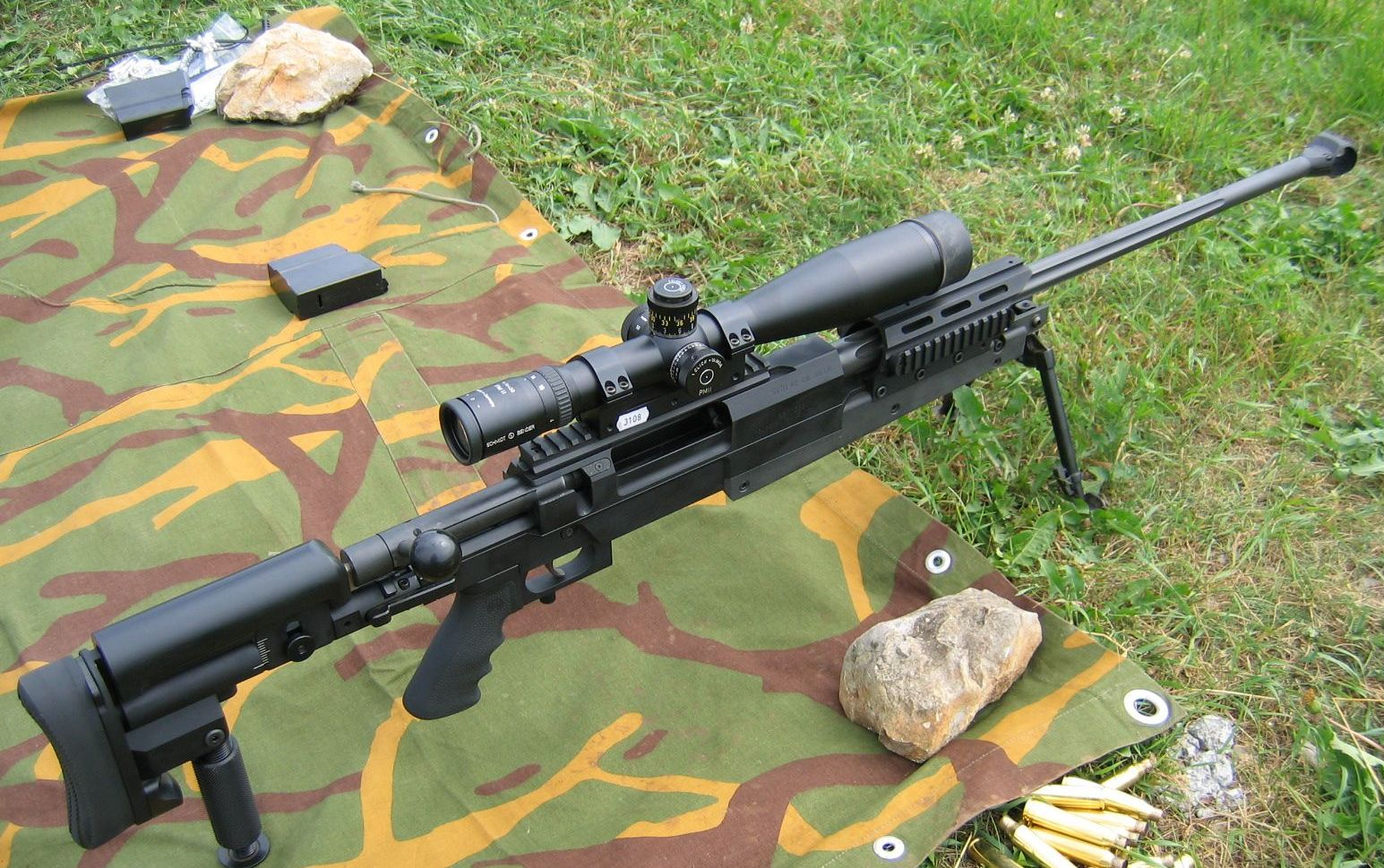
Mini-Hécate.
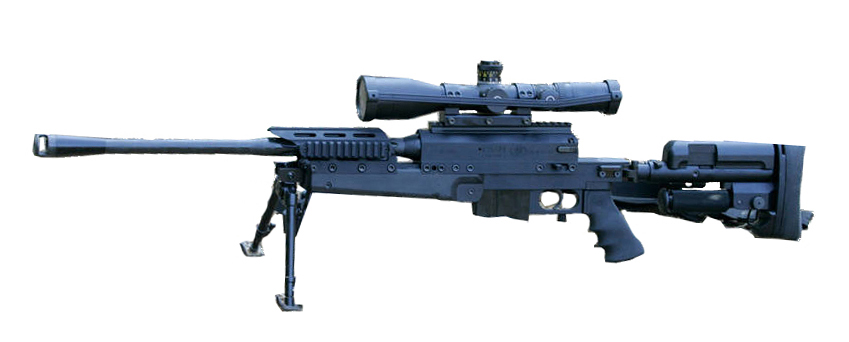
PGM Ultima Ratio.